# 伊東真紀
伊東 真紀（いとう まき）は、日本のシンガーソングライター。神奈川県横浜市出身。

## 概要
サンフランシスコ音楽院にてボーカルワークを学び、帰国後、本格的に活動を開始。DJ ヒデオ・コバヤシのFeat.Voをした「new globe」はドイツの音楽系サイト・Besonic.comで、3か月連続1位になり、のびやかな高音が絶賛され”アジアの賛美歌”と呼ばれ、アメリカ、フランス、ベルギー（EMI）でリリースを経験。パリでリリースされたコンピレーション・アルバム”Eyes on Tokyo”では坂本龍一・久石譲と並び、自身が唄った楽曲が収録された。東日本大震災後「new globe」をフリーダウンロードでリリース。「2020年東京オリンピック」「NEWクレラップ」「マクドナルド」「森永ビヒダスヨーグルト」など、100本以上のCMソングを歌唱。2009年、日本・韓国・アメリカでテレビ放送されたアニメ「黒神」の劇中歌を英詞作詞・歌唱（作曲・石川智久）。自身で作詞・作曲をした楽曲の発表のみならず、独自の表現でジャズ、ボサノヴァ、ポップスを追求し続け、近年、ピアニスト・編曲家に秋田慎治を迎えライブ・全国ツアーを展開。
2013年4月、ダブルA面「幸せへ／My Love」（T-TOC Records）で日本デビューを果たし内池秀和(arr)、中西俊博(vl)、江口信夫(dr)、天野清継(gt)、菅原裕紀(per)、村上聖(ba)、林正樹(pf)らと"幸せ"をテーマとする作品に仕上げた。
国内海外を含め、7枚のアルバムにゲストボーカルを務め、自身でもシングルを2枚発表。2014年10月、ギタリスト・川崎燎の薦めによりエストニアでジャズライブを行い、2015年3月、モーション・ブルー・ヨコハマのライブでは秋田慎治(P)、藤井摂(ds)、平石カツミ(b)とセッションしている。
2016年11月16日、国内初の1stアルバム「Voyage」をリリース。自身の書き下ろし7曲、カバー4曲（「スマイル」、「イマジン」、「ヒューマン・ネイチャー」、「ムーン・リバー」）、秋田慎治との共作1曲を収録。共同プロデュースに秋田慎治、土岐英史(A.Sax,S.Sax)、秋田慎治(pf)、平石カツミ(ba)、藤井摂(dr)、荻原亮(gt)が参加。「Voyage」は発売からAmazonランキングで3週連続トップ10入りを果たし、雑誌“CDジャーナル”、“ジャズ批評”、“オーディオ・アクセサリー“、“Net Audio“から高い評価を受ける。
2018年12月12日、2ndアルバム「Eternal Love」をリリース。共同プロデュースに秋田慎治、三好“3吉”功郎(gt)、柴田亮(dr)、清水昭好(b)が参加。自身の書き下ろし7曲、カバー4曲（「アルフィー」、「デスペラード」、「ラヴ・ミー・テンダー」、「アイル・ビー・ゼア」）秋田慎治楽曲提供1曲の全12曲を収録。

## ディスコグラフィ

### リリース作品
- 2002年4月　PampleMouseProduction（パリ）『GEISYA』
- 2009年2月　初の自主制作CD『gift/心の花』
- 2011年3月　フリーダウンロード『New Globe』
- 2013年4月　ダブルA面シングル『幸せへ / My Love』
- 2016年11月　1stアルバム『Voyage』
- 2018年12月　2ndアルバム『Eternal Love』

### 参加作品
- 2002年3月　『Love Brunch』PampleMouseProduction（パリ）ヒデオ・コバヤシ Feat.Vo
- 2002年12月　『Possibility of Love』　DJ Remixコンピレーション・アルバム収録　ベルギーEMI（ベルギー）
- 2003年2月　『Possibility of Love』　コンピレーション・アルバム『eyes on Tokyo』収録　cafe La Tee Records（パリ）
- 2003年3月　『Possibility of Love』　ヒデオ・コバヤシ Feat.Vo（ベルギー）
- 2004年4月　『Walking on a Rainbow』　ヒデオ・コバヤシ Feat.Vo（ベルギー）
- 2005年2月　松永英也アルバム『Brilliant Days』参加
- 2005年6月　安田寿之アルバム『WITH ROBO BRAZILEIRA』参加
- 2007年3月　PECOMBOアルバム『Serendipity』参加

### 劇中歌
- 『黒神』アニメ挿入歌　歌唱・作詞。　作曲・石川智久

### 楽曲提供
- アニメ『Kitten Dream』（中国国営放送）
- 青山ベルコモンズWeb Site用楽曲

### CM歌唱代表作品
| 会社名                         | CM名                                      |
| ------------------------------ | ----------------------------------------- |
| 明治製菓                       | KASH                                      |
| 特許庁                         | 出演：富永愛                              |
| ライオン                       | 薬用イノベート                            |
| ニッセン                       | 『OLはじめてのデート』篇                  |
| エバラ                         | 焼肉のたれ                                |
| マクドナルド                   | 『トマトグリルチキンサンド』篇            |
| ニッセン                       | 『OL欲しかった私、合コン』篇              |
| ヤクルト                       | プロティア                                |
| カンロ                         | キシリCのど飴                             |
| クレハ                         | NEWクレラップ                             |
| ショッピングモール『オーパー』 | ショッピングモール『オーパー』            |
| ドール                         | バナナ                                    |
| 森永乳業                       | ビヒダスヨーグルト                        |
| 日本コカ・コーラ               | 紅茶花伝                                  |
| ピザーラ                       | ピザーラ                                  |
| 大正製薬                       | 禁煙シール『シガノン』                    |
| 三菱エアコン                   | 霧ヶ峰『みるみる冷房』篇                  |
| 三菱エアコン                   | 霧ヶ峰『ダブルで狙う』篇                  |
| 三菱エアコン                   | 霧ヶ峰『リプレイ』篇                      |
| 三菱エアコン                   | 霧ヶ峰『ムーブアイNavi-誕生』省エネ大賞篇 |
| 三菱エアコン                   | 霧ヶ峰『ミスト』篇                        |
| 東京都                         | 2020年オリンピック招致                    |
| 銀のさら                       | 『変顔』篇                                |
| ディノス 『flect』             | お試し無しは無謀〜綱渡り編〜              |
| ディノス 『flect』             | お試し無しは無謀〜崖ブランコ編〜          |

### ナレーション
| ショッピングモール『オーパー』CMナレーション                                        |
| 森永乳業『ビヒダスヨーグルト』CMナレーション                                        |
| 港区就職面接会 ナレーション                                                         |
| Give&Give ナレーション                                                              |
| 川崎市街おこし 梶ヶ谷『商店主たちの知恵袋』ナレーション                             |
| NHK出版 『リトルチャロ』PVナレーション／アフレコ                                    |
| NHK出版 春のテキスト祭りPVナレーション                                              |
| NHK出版『出社が楽しい経済学2』オーディオブック発売 朗読                             |
| NHK翻訳本ドキュメンタリー映画『よみがえれ！夢の国アイスランド』吹き替えナレーション |

## 出演

### ライブ出演実績
- 名古屋Swing
- 名古屋WIZ
- 浜松ハーミットドルフィン
- 水戸Girl Talk
- 札幌Brooklyn Parlor
- MotionBlue YOKOHAMA
- 六本木Alfie
- 渋谷JZ Brat
- 青山Body&Soul
- 大阪JAZZ ON TOP

全国ツアーを毎年秋に開催、その他定期的にライブを開催

### ラジオ出演
- NHK横浜放送局『横浜ポートスタジオ』出演。50分の公開生ライブを行う。
- NHKラジオ第1放送『ラジオ深夜便』収録ライブを50分間放送。
- 文化放送『くにまるジャパン』